# Fausto de Freitas e Castro
Fausto de Freitas e Castro (Porto Alegre, 12 de abril de 1846 — Porto Alegre, 14 de dezembro de 1900) foi um político brasileiro.

## Biografia
Filho de Luís de Freitas e Castro, um dos chefes do Partido Conservador, e de Josefa de Meneses e Freitas. Casou-se em 1885 com Luísa Gonçalves da Costa, do qual tiveram uma filha, de nome Luísa de Freitas e Castro (nascida em Porto Alegre a 30 de abril de 1890).
Depois de concluir seus estudos preparatórios na cidade natal, matriculou-se na Faculdade de Direito de São Paulo, onde formou-se em 1873.
No mesmo ano regressou a Porto Alegre, onde, membro do Partido Conservador, passou a participar ativamente da política local. Foi eleito deputado provincial em 1875.
Foi o primeiro diretor da Biblioteca Pública de Porto Alegre.
Foi vice-presidente da província do Rio Grande do Sul, assumindo a presidência interinamente, de 31 de dezembro de 1886 a 24 de janeiro de 1887, após o falecimento do então presidente, Miguel Calmon du Pin e Almeida.